# شماخ (كشر)

تعديل مصدري - تعديل

شماخ هي إحدى قرى عزلة العبيسه+العبادلة بمديرية كشر التابعة لمحافظة حجة، بلغ تعداد سكانها 641 نسمة حسب تعداد اليمن لعام 2004.